# Operclipygus fossipygus
Operclipygus fossipygus är en skalbaggsart som först beskrevs av Wenzel 1944.  Operclipygus fossipygus ingår i släktet Operclipygus och familjen stumpbaggar. Inga underarter finns listade i Catalogue of Life.